# Шукуру (язык)
Шукуру (Ichikile, Kirirí, Kirirí-Xokó, Xukurú) — мёртвый и плохо подтверждённый язык, на котором раньше говорил народ шукуру, проживающий в штате Пернамбуку (общины Сьерра-де-Уруба, около города Симбреш, и Бахия) в Бразилии. В настоящее время народ говорит на португальском языке. Только известно, что некоторые слова выявлены из бывшего языка в 1961 году. Лоукотка (1968) назвал эти разновидности маленькой языковой семьёй (вместе с языком паратио).

## Другие языки с этим названием
Шукуру-карири — разновидность языка шоко, который может относиться к языкам карири. Название кирири является общим с языками дзубукуа, другим языком карири, и катембри. Название кирири-шоко является совместным с другой разновидностью языка шоко.

## Некоторые фразы
- Břemen — Доброе утро!
- Ilareném — Добрый день!
- Iareném — Добрый день!
- Tataremen — Доброй ночи!
- Ákàk'áumà? — Как дела?
- Íkáká — ответ на Ákàk'áumà